# 末弘厳石
末弘 厳石（すえひろ げんせき/いかし、1858年1月15日（安政4年12月1日） - 1922年（大正11年）3月10日）は、明治から大正時代の司法官。大審院刑事部長。旧姓は糸永。名は千年。

## 経歴
豊前宇佐郡出身。士族・糸永千足の長男として生まれ、1867年（慶応3年5月）末弘備後の養子となり、1869年（明治2年8月）家督を相続する。1876年（明治9年）7月、司法省法学校生徒となり1884年（明治17年）卒業し判事補となる。高知、盛岡、栃木、宇都宮各始審裁判所勤務を経て、1892年（明治25年）東京地方裁判所部長判事となり、東京控訴院判事を経て、1900年（明治33年）大審院判事に進んだ。のち大審院刑事部長となった。

## 親族
- 岳父：奥並継（妻ヨシ父、志士、国学者）[2]
- 長男：末弘厳太郎（法学者）[4]
- 娘婿：長寿吉（長女ハツヱ夫、西洋史学者）[2]
- 娘婿：池田克（四女須賀夫、司法官）[4]
- 養女：糸永クマセ（国学者・糸永茂昌の姪、陸軍步兵少佐・富沢定一の妻）[2]

## 栄典
- 1918年（大正7年）8月30日 - 従三位[5]